# Somalia en los Juegos Olímpicos de Sídney 2000
Somalia estuvo representada en los Juegos Olímpicos de Sídney 2000 por dos deportistas, un hombre y una mujer, que compitieron en atletismo.
El portador de la bandera en la ceremonia de apertura fue el atleta Ibrahim Mohamed Aden. El equipo olímpico somalí no obtuvo ninguna medalla en estos Juegos.